# Ростошь (Тюменская область)
Ростошь  — деревня в составе Верхнеаремзянского сельского поселения Тобольского района Тюменской области. 
Дорога с твердым покрытие, автобусное сообщение. В поселке две улицы: Лесная и Советская.

## Население
| 2010 |
| ---- |
| 94   |